# Xu Jing (łuczniczka)
Xu Jing (chiń. 徐晶; pinyin Xú Jīng; ur. 6 września 1990) – chińska łuczniczka, wicemistrzyni olimpijska. Startuje w konkurencji łuków klasycznych.